# Julius Pfungst
Julius Pfungst (* 15. Oktober 1834 in Darmstadt; † 31. Oktober 1899 in Königstein im Taunus) war ein deutscher Unternehmer.

## Familie
Er stammte aus einer in Hessen-Darmstadt alteingesessenen jüdischen Familie, deren Familienname sich vermutlich von Pfungstadt herleitet. Sein Vater war Moritz Lob Pfungst (1799–1855), die Mutter Susette Pfungst, geborene Stein.
Am 26. Juni 1861 heiratete Julius Pfungst die Frankfurterin Rosette Bertha Oppenheim (* 21. April 1839; † 1922), die Tochter von Noë Oppenheim (* 17. Januar 1805) und Betty Löwenik, geborene Levi (* 10. Januar 1815). Mit ihr bekam er vier Kinder, seine erstgeborene Tochter, Marie Eleonore (1862–1943), seinen Sohn Arthur Joseph (1864–1912), seinen zweiten Sohn Moritz Julius (* 11. Oktober 1866; † 1894) und seine zweite Tochter Hedwig Auguste (* 24. Januar 1870).

## Wirken

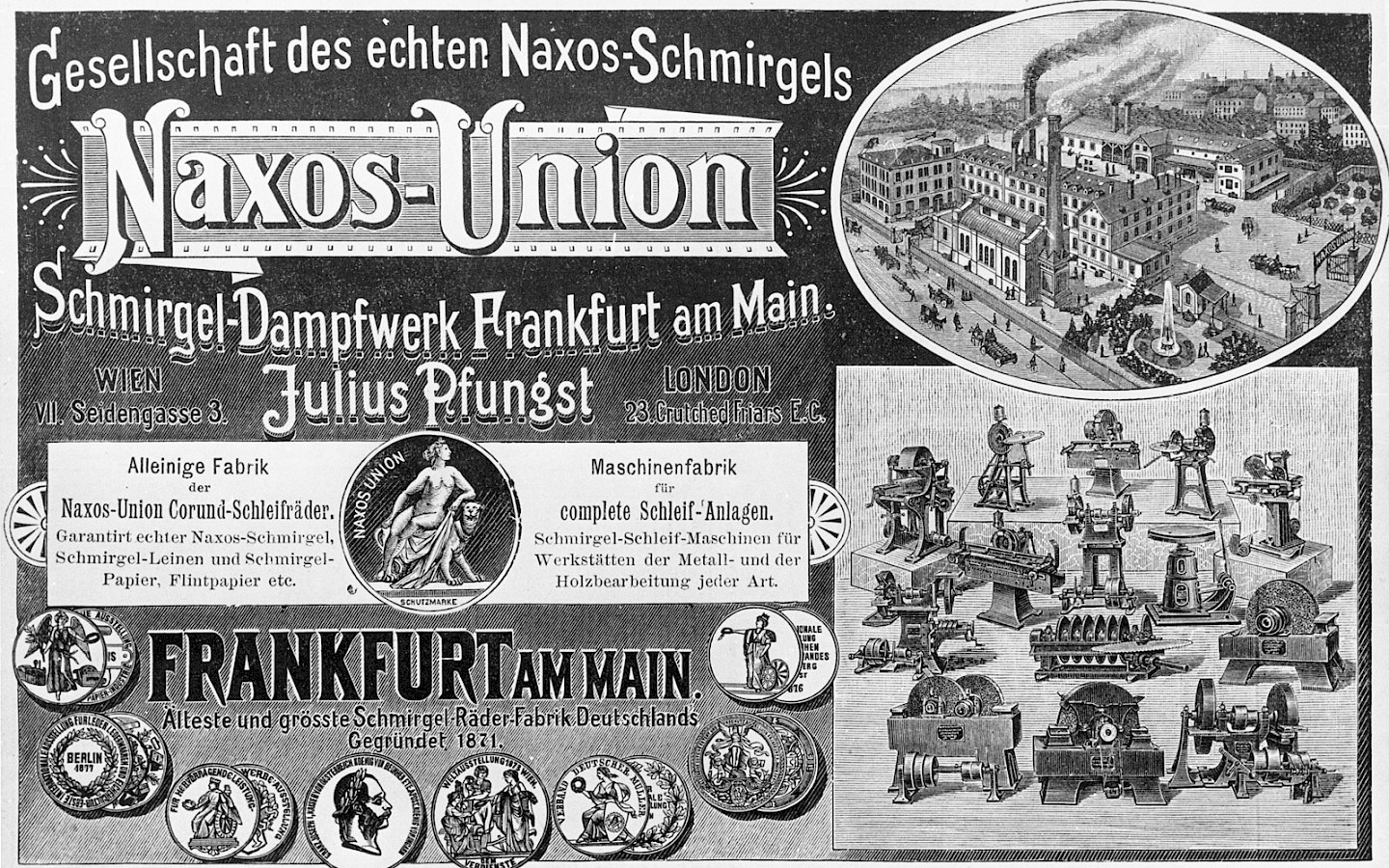
Naxos Union, Gesellschaft des echten Naxos-Schmirgels. Schmirgel-Dampfwerk Frankfurt am Main Julius Pfungst

Julius Pfungst kam 1859, im Alter von 25 Jahren, mit dem Erwerb des Bürgerrechts nach Frankfurt am Main.
Dort war er zunächst als Rauchwarenhändler mit dem Großhandel mit Pelzfellen aktiv. Die Stadt Frankfurt am Main verfügte als wichtiger Handelsplatz über eine lange Tradition, an der Pelze einen großen Anteil hatten. Das Zentrum des deutschen Pelzhandels war jedoch der Leipziger Brühl.
Grundlage für die Gründung seines späteren Unternehmens war ein Exklusivvertrag, den Julius Pfungst mit der Société du Véritable Emeri de Naxie mit Sitz in Syra, abschloss. Dieser Vertrag gab ausschließlich ihm das Recht, den auf der griechischen Kykladen-Insel Naxos abgebauten echten Schmirgel weltweit zu vermarkten. Zu diesem Zweck gründete Julius Pfungst im Jahr 1871 die Gesellschaft des ächten Naxos-Schmirgels, Naxos-Schmirgel-Dampfwerk, Frankfurt am Main, Julius Pfungst, später umbenannt in Naxos-Union Schleifmittel- und Schleifmaschinen-Fabrik. Sein Vermarktungsrecht für Schmirgel ging am 15. Oktober 1871 auf sein neues Unternehmen über.
Mit dieser Geschäftsidee wurde Julius Pfungst ab etwa 1880 zu einem der ersten Hersteller von Schleifmaschinen, denen durch die zunehmende Industrialisierung eine große Bedeutung in der verarbeitenden Industrie zukam.
Zum 25-jährigen Jubiläum der Firma im Jahr 1896 legte Julius Pfungst mit 100.000 Reichsmark den Grundstock für eine Altersversorgung seiner Arbeiter und Angestellten.
Die Firma entwickelte er zu einem erfolgreichen Unternehmen, das um 1880 ca. 70 Mitarbeiter und zur Zeit seines Todes rund 700 Mitarbeiter beschäftigte. Er hatte gemeinsam mit seiner Ehefrau die Vorstellung entwickelt, die Erträge aus seinem Unternehmen einer gemeinnützigen Stiftung zuzuführen, die sich der Volksbildung verpflichtet sieht. Diese Stiftung entstand jedoch nicht mehr zu seinen Lebzeiten.
Nach seinem Tod 1899 übernahm zunächst der Sohn Arthur das Unternehmen. Nach dessen frühem Tod im Jahr 1912 nahmen schließlich die beiden Frauen, Rosetta Bertha und Marie Eleonore, die Geschicke der Firma in die Hand.